# Hommes en noir
Pour les articles homonymes, voir Men in Black.
Pour les personnages de dessin animé, voir Personnages de Code Lyoko#Les Hommes en Noir.
 (septembre 2012).
Si vous disposez d'ouvrages ou d'articles de référence ou si vous connaissez des sites web de qualité traitant du thème abordé ici, merci de compléter l'article en donnant les références utiles à sa vérifiabilité et en les liant à la section « Notes et références ».

Interprétation d'un « homme en noir » (2007).

Les Hommes en noir (anglais : men in black, abrégé en MIB) sont un groupe de personnages imaginaires présents depuis le XXe siècle dans le folklore américain et dans plusieurs thèses conspirationnistes, dont le but serait d'empêcher l'humanité, ou du moins le grand public, d'accéder à des connaissances de provenance extraterrestre. Ils se présenteraient le plus souvent comme des agents travaillant pour le gouvernement fédéral américain et s'habilleraient en noir ou en gris. Des scénaristes ont souvent profité de leur vague description pour les insérer dans des épisodes de séries télévisées.
Ces individus, parfois féminins, se présentent seuls ou en groupe (le plus souvent un trio) au domicile du témoin d’un événement extraterrestre après un délai qui peut varier d’un jour à plusieurs mois. Le témoin les interprète tantôt comme des agents du gouvernement chargés d’étouffer l’affaire, tantôt comme des créatures non humaines (extraterrestres ou humanoïdes) aux objectifs mystérieux. Quelle que soit leur date d’apparition, ils sont souvent vêtus de costumes sombres ou gris, en général dans le style des années d’après-guerre, comme d’ailleurs leur voiture, lorsqu’ils en ont une.
Leur présence récurrente dans les récits de personnes prétendant avoir vu un ovni ou rencontré un extraterrestre a poussé les ufologues américains à leur attribuer le nom collectif de « men in black ». L'origine des hommes en noir pourrait provenir de l'ouvrage They knew too much about flying saucers de Gray Barker (1956).  En 1998, John C. Sherwood révéla que Gray Barker publiait dans son fanzine ufologique, sous forme d'articles (donc présentés comme objectifs), des textes qui au départ lui étaient soumis comme étant des nouvelles de science-fiction.

## Cas documentés
En 1952, au Connecticut, Albert Bender fonde un groupe de recherche sur les soucoupes volantes, l'International Flying Saucer Bureau. Son groupe connaît un succès instantané puisque le phénomène attire l'intérêt du public. Mais brusquement, il se retire et abandonne le projet. Gray Barker racontera alors plus tard que Bender reçut la visite de trois hommes en noir et qu'ils lui auraient dit de cesser ses activités sinon « les choses tourneraient mal pour lui ».
En 1981, en Colombie-Britannique, Grant Brellant fait la rencontre de deux curieux hommes en noir alors qu'il attendait un homme qui, comme lui, avait été témoin d'un phénomène d'ovni. L'un des hommes lui demanda son nom et son « numéro ».

## Description physique

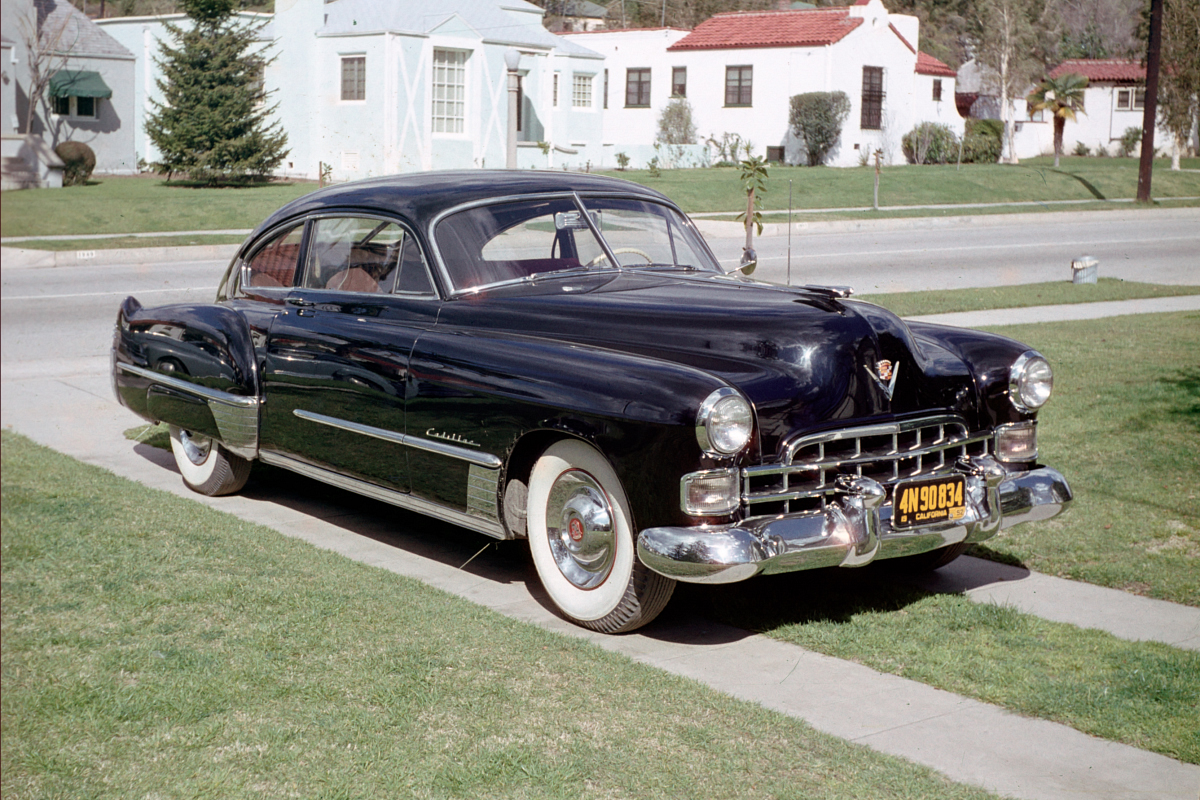
Cadillac Série 62 Club Coupé, 1948.

En dehors du stéréotype du costume et des lunettes noires, les Hommes en noir sont souvent décrits par les témoins comme portant des vêtements passés de mode. Leur voix est souvent décrite comme « nasillarde » ou « électronique ». Leurs cheveux sont parfaitement lissés, parfois coupés en brosse très courte. Ils se déplacent dans des Cadillac noires (anciens modèles essentiellement de type V8 des années 1948-1953, flambant neufs), ou des Lincoln Continental.

## Comportement
Les hommes en noir semblent toujours posséder des informations précises sur les personnes auxquelles ils rendent visite, comme si ces personnes avaient été sous surveillance pendant une longue période. Ils sembleraient être désorientés par la nature des objets de la vie quotidienne (stylos, ustensiles, nourriture, etc.), et par l'utilisation d'un argot dépassé. Le comportement des hommes en noir varierait d'une personne à l'autre. Ils agiraient comme s'ils provenaient d'une agence cherchant à collecter des données sur les phénomènes inexpliqués, utilisant des instruments pour effacer les souvenirs de la mémoire, supprimant des informations, essayant de convaincre leurs sujets que les phénomènes dont ils ont été les témoins n'ont jamais existé. Un flash lumineux (d'allure photographique) précèderait ou accompagnerait parfois leur rencontre. Ce phénomène est expliqué dans le film "Men in Black" [Lequel ?] par les Neuralyseurs (neuralyzers) dont se servent les MIB pour effacer sélectivement la mémoire des individus témoins de ces phénomènes.

## Origine
Ce personnage semble naître peu après la Seconde Guerre mondiale à l'occasion de l'incident de l'île Maury. Le protagoniste, Harold Dahl, affirmait avoir observé des ovnis en patrouillant le 21 juin 1947 près de Tacoma dans le Puget Sound, puis avoir reçu le lendemain la visite d'un homme portant un costume noir semblable à celui des agents du gouvernement et conduisant une Buick neuve ; l'homme aurait exigé de Dahl le silence sur l'incident, sous peine de représailles (source : Gray Barker).
Un portrait-type, d'après témoignages, de MIB est reproduit pour la première fois dans Flying Saucer Review special Issue n°2, p. 37, article Mystery of the mohawk de Jennifer Stevens (repris p.353 de La Prophétie des ombres, édition française de The Mothman Prophecies par John A. Keel).
L'origine de ces personnages pourrait provenir de Gray Barker qui, dans son classique de l'ufologie They knew too much about flying saucers (Ils en savaient trop sur les soucoupes volantes), introduisit pour la première fois la thématique des hommes en noir. À la fin des années 1990, John C. Sherwood révéla que Gray Barker publiait dans son fanzine ufologique, sous forme d'articles (donc présentés comme des évènements réels) des textes qui, au départ, lui étaient soumis comme étant des nouvelles de science-fiction.

## Dans la culture

### Littérature
- Dans Chasseurs d'hommes, publié dans la collection « SF Jimmy Guieu » (no 10), Jimmy Guieu fait allusion à des hommes traquant toute personne ayant en sa possession des preuves de l'existence des ovnis.
- Jean-Pierre Husson, Les Hommes en noir, Boulogne-Billancourt, ETAI, 2000.  (ISBN 2-7268-8448-2)
- J. J. Gardner, Men in black, une novélisation junior d'après une histoire et un scénario de Ed Solomon ; trad. de l'américain par Thomas Bauduret, Paris, Pocket, « Pocket junior » 334, 1997.  (ISBN 2-266-07868-2)
- Steve Perry, Men in black, roman d'après une histoire de Ed Solomon ; traduit de l'américain par Thomas Bauduret, Paris, Pocket, 1997.  (ISBN 2-266-07846-1)
- MIB : « Men in black », scénario et dialogues Ed Solomon ; réalisation Barry Sonnenfeld ; textes additionnels Walter F. Parkes, Laurie MacDonald, Dania Landau ; traduit de l'américain par Jacques Guiot, Paris, Éditions Hors collection, « Le livre du film », 1997.  (ISBN 2-258-04827-3)

### Bande dessinée
- Une bande dessinée, Men in Black, s'inspire directement de ces figures du folklore.
- Dans la bande dessinée Martin Mystère, les hommes en noir interviennent régulièrement pour détruire toute trace du passé et de l'Atlantide. Le premier tome paru en 1993 chez Glénat s'intitule d'ailleurs Les Hommes en noir.
- Dans la bande dessinée en ligne Addictive Science (en), le MIB apparait de manière récurrente dans le but de « classifier » les différentes transformations dues aux protagonistes, sans grand succès.
- Dans la bande dessinée Mutafukaz (2006) : À Dark Meat City, nauséabonde ville de la côte Ouest des États-Unis, Angelino et Vinz survivent tant bien que mal dans un quotidien sordide. Par un coup du sort, Angelino va se retrouver impliqué dans une étrange histoire et attirer l'attention des hommes en noir.

### Films

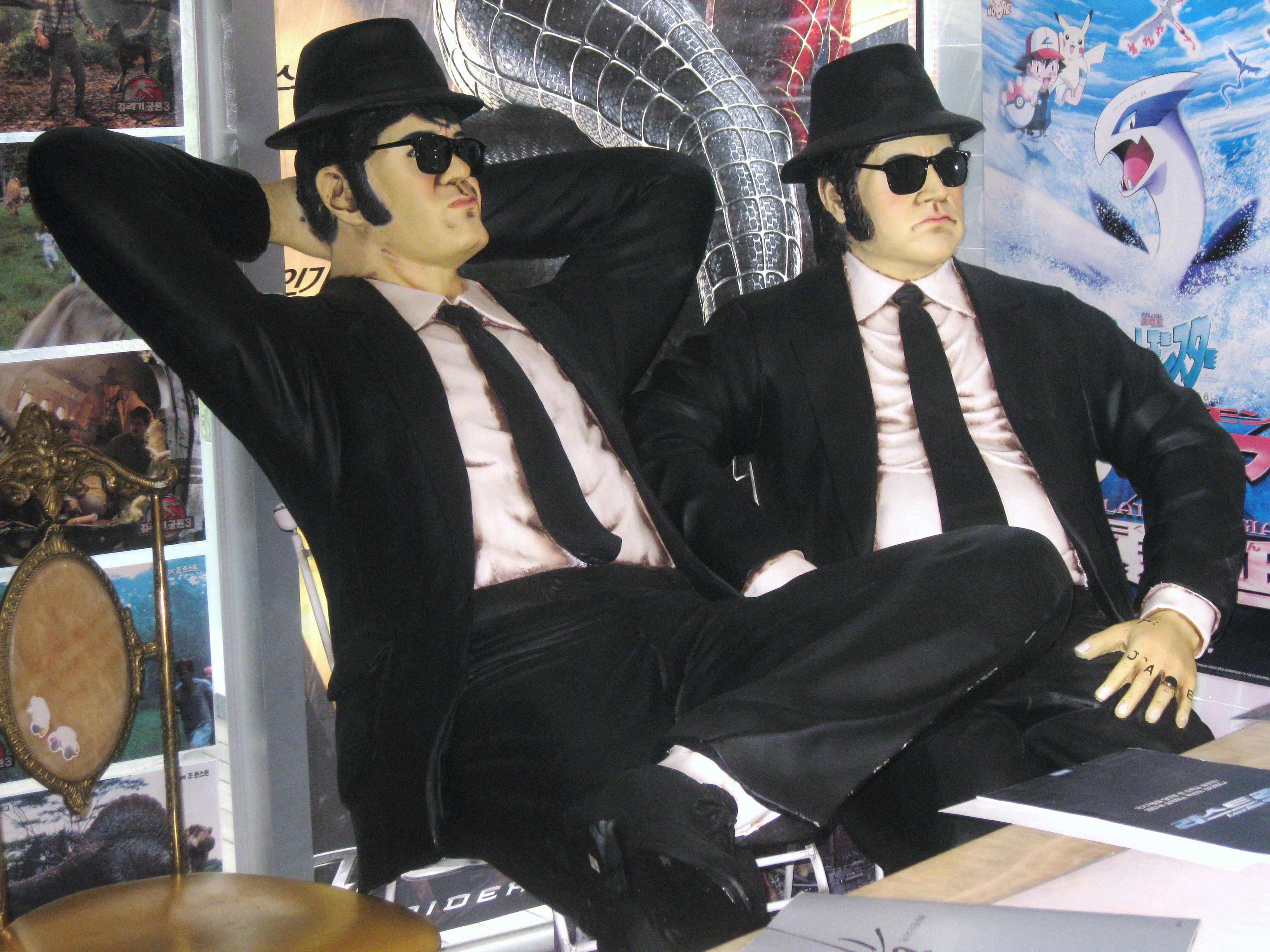
Lors d'une interview, Dan Aykroyd a déclaré que les hommes en noir ont servi d'inspiration pour le costume de scène des Blues Brothers.

- Le film Men in Black en 1997 avec, dans les rôles principaux, Will Smith et Tommy Lee Jones, et ses suites Men in Black 2 (2002), Men in Black 3 (2012) et le spin-off MIB (2019).
- Le film The Brother from Another Planet en 1984.
- La trilogie des films Matrix (l'Agent Smith et ses multiples projections).
- Dans le film Transformers (2007), on rencontre les agents du Secteur Sept, une organisation secrète du gouvernement des États-Unis. Ils sont décrits comme des MIB.
- Dans le film Cœurs perdus en Atlantide (2001), le personnage principal, Ted Brautigan, possède des pouvoirs parapsychiques qui lui valent d'être poursuivi par des individus à l'apparence semblable à celle des Hommes en noir (ces derniers y semblent relever d'une agence gouvernementale cherchant à réunir des hommes aux pouvoirs paranormaux dans le cadre de la lutte contre le communisme).
- Dans le film Mammouth, la résurrection (2006), leur juridiction est « la Terre », ce sont les membres du National Reconnaissance Office.

### Télévision
- Les séries X-Files (voir l'homme à la cigarette et l'épisode no 20 de la saison 3 Le Seigneur du magma) du 12 avril 1996 et Dark Skies (1996-1997).
- L'Observateur de la série Fringe serait un homme en noir.
- Dans la série Doctor Who, les hommes du Silence sont représentés comme des parodies de MIB.
- En 1998, le film Ennemis non identifiés en fait mention[6].
- Les deux premiers épisodes de la saison 6 de Doctor Who (diffusés en avril 2011) mettent en scène des extraterrestres habillés de costumes rétro. Ces extraterrestres sortent immédiatement de la mémoire des gens qui les quittent des yeux et semblent être infiltrés partout sur Terre, notamment à la Maison Blanche du temps de l'administration du Président Nixon. On peut y voir une référence aux MIB.

### Jeux vidéo
- Le jeu vidéo Destroy All Humans, sorti en 2002, met en scène les hommes en noir dans beaucoup de niveaux. Ils travaillent pour l'organisation Majestic 12 pour garder les laboratoires de nanotechnologie et la Zone 51.
- Dans la série de jeux vidéo Half-Life (1998-2020), le protagoniste croise régulièrement un personnage mystérieux correspondant à l'archétype de l'homme en noir (bien que vêtu de bleu) désigné par les fans comme « l'homme à la mallette » ou encore G-Man.

### Musique
- Meninblack est la 10e chanson du quatrième album des Stranglers, The Raven, sorti en 1979 (et Waiting For The Meninblack est proposée par la suite, comme 4e titre de l'album suivant en 1981, The Gospel According to the Meninblack).

### Attraction

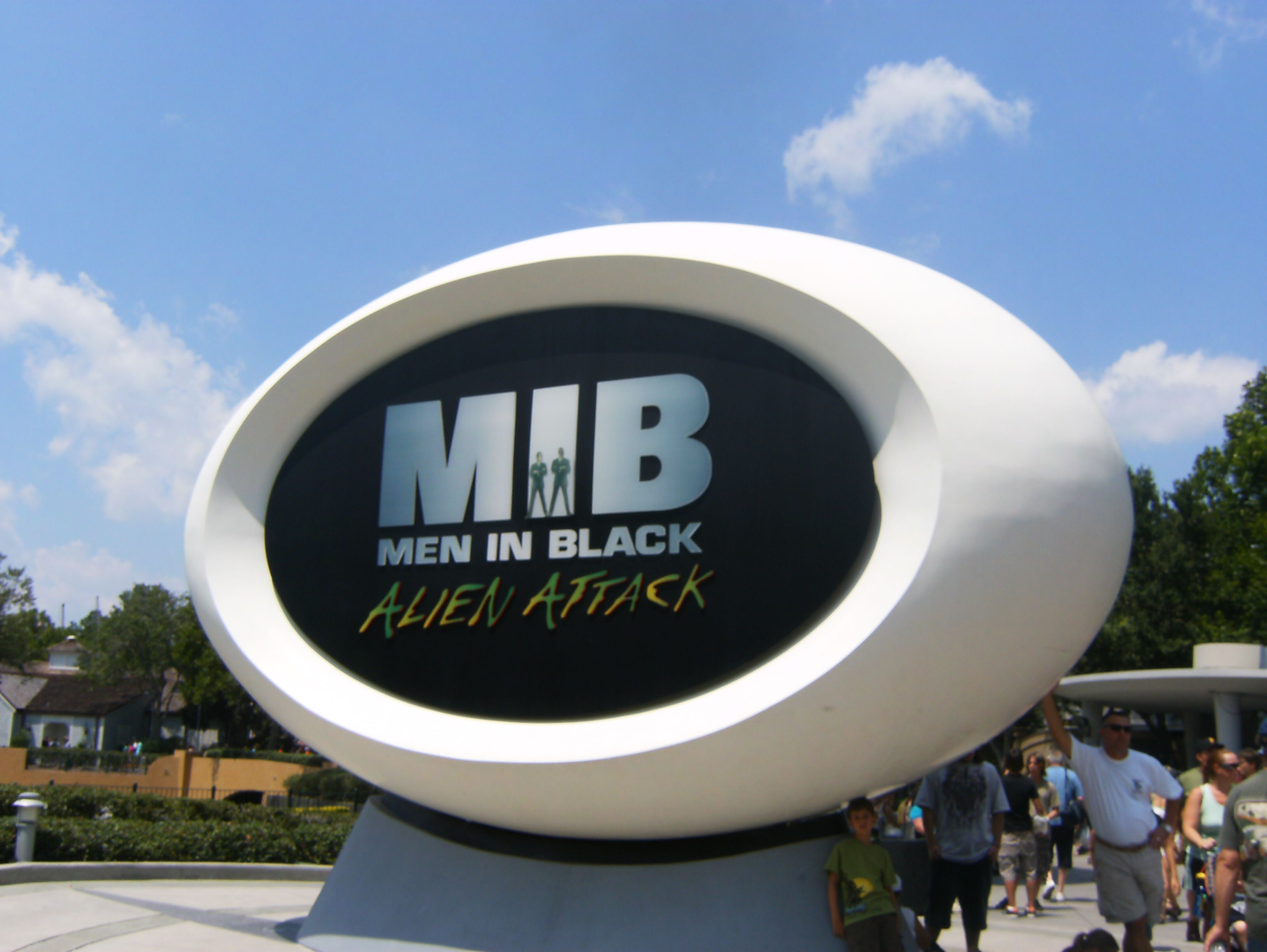
L'entrée de l'attraction Men In Black: Alien Attack.

- Men in Black: Alien Attack est une attraction de type parcours scénique interactif située à Universal Studios Florida inspirée par le film Men in black.